# Stadtbücherei Heidelberg
Die Stadtbücherei Heidelberg ist die Bibliothek der Stadt Heidelberg. Sie hat etwa 220.000 Medien, die im Jahr 2010 von 577.000 Besuchern mehr als 1,1 Millionen Mal ausgeliehen wurden. Die Stadtbücherei belegte bei der Leistungsmessung durch den Bibliotheksindex mehrfach den ersten Platz in der Kategorie „Großstadt-Bibliothek“.
Die Geschichte der Bücherei reicht zurück bis in das Jahr 1904. Damals schenkte eine bis heute unbekannte Person Oberbürgermeister Karl Wilckens Wertpapiere, mit der Auflage, eine städtische Volkslesehalle und Volksbibliothek einzurichten. 1906 wurde die Bücherei eröffnet. Die Stadtteile Heidelbergs werden mit einem Bücherbus versorgt. Außerdem ist Heidelberg an der Metropol-Card beteiligt. Diese erlaubt die Benutzung der Bibliotheken von zwölf Städten und Gemeinden in der Metropolregion Rhein-Neckar mit mehr als 1,3 Millionen Medien.
Die Stadtbücherei Heidelberg versteht sich als Ort der Literatur und Kultur. Zu Besuch in der Bücherei waren schon Eugène Ionesco, Günter Grass, José Saramago und Astrid Lindgren.

## Ehrungen
Ein kleines, jährlich neu erstelltes Kunstwerk, die Übersetzerbarke, verlieh der Verband deutschsprachiger Übersetzer literarischer und wissenschaftlicher Werke,  VdÜ, 2011 an die Lektorin der Stadtbücherei, Beate Frauenschuh. Sie ist für das Ausstellungs- und Veranstaltungsprogramm zuständig und setzt dort seit vielen Jahren auf die Kompetenz von Literaturübersetzern als den kundigen Vermittlern von Weltliteratur in den deutschsprachigen Raum hinein.